# ジョージ・フィールズ
ジョージ・フィールズ（George Fields、日本名・宮田譲治／みやた じょうじ、1928年 - 2008年10月2日）は、日本東京府生まれのオーストラリアの事業家、国際ビジネスコンサルタント。フィールズ・アソシエイト代表。産能大学客員教授。

## 経歴
1928年に、東京で生まれる。父親が日本人で母親がオーストラリア人のハーフ。初等教育、中等教育は日本で受ける。都立八中卒業。東京が空襲を受けた後、父の勧めでオーストラリアへ移住し大学へ進むことになった。パスポートを取得するまでの1年間は父親の知人の紹介で撮影所で働く。1954年、シドニー大学経済学部卒業。英国ユニリーバ勤務を経て、1964年ASIマーケットリサーチ日本支社赴任とともに来日、以後日本に居住。2008年10月2日、悪性軟部腫瘍により死去。80歳没。

## 人物
1997年夏から、嶌信彦の後を受けてTBS系の報道・情報番組「ブロードキャスター」にてレギュラーコメンテーターを2004年秋まで務めた。流暢な日本語で経済や政治を話すことで有名になる。テレビ朝日系「徹子の部屋」に出演したときには、オーストラリアでは田山花袋などを古い小説を読んでいたことや、黒澤明の映画を見たとき英語の字幕を追っていたことに日本語の能力の衰えを感じたと語る。また母親は終生、関東大震災の恐怖を覚えており、再来日の時も大いに心配したとも語る。終戦直後、呉市広にオーストラリア軍が駐留していたため、最初の出国時には広からオーストラリア行きの船に乗った。この直前、呉市中央の焦土を目にし、東京オリンピック前年（1963年）に日本に戻るまで彼の中の日本のイメージは焦土であった。オーストラリア政府が同化政策をすすめた際、当局と相談し、日本名に近い意味の単語を選び現在の姓名を名乗ることになった。